# Zoku Segare Ijiri
 Zoku Segare Ijiri (続せがれいじり 変珍たませがれ) est un jeu vidéo de puzzle développé et édité par Enix, sorti en 2002 sur PlayStation 2.
Il fait suite à Segare Ijiri.